# Sivan
Sivan (סיון, ebraică standard: sivan, ebraică tiberiană: sîwān: din limba akkadiană simānu "anotimp, vreme") este cea de-a noua lună a anului ecleziastic și a treia lună a anului civil în calendarul ebraic. Este o lună de primăvară de 30 de zile.

## Perioadă (5761–5860)
| Durata anului | Începutul lunii (calendar gregorian) | Sfârșitul lunii (calendar gregorian) |
| ------------- | ------------------------------------ | ------------------------------------ |
| 353 de zile   | 9 mai–26 mai                         | 8 iunie–25 iunie                     |
| 354 de zile   | 9 mai–28 mai                         | 8 iunie–27 iunie                     |
| 355 de zile   | 10 mai–28 mai                        | 9 iunie–27 iunie                     |
| 383 de zile   | 28 mai–7 iunie                       | 27 iunie–7 iulie                     |
| 384 de zile   | 30 mai–7 iunie                       | 29 iunie–7 iulie                     |
| 385 de zile   | 29 mai–8 iunie                       | 28 iunie–8 iulie                     |

## Sărbători înSivan
| Zi/Zile | Celebrarea | Notă |
| ------- | ---------- | ---- |
| 6–7     | Șavuot     |      |
| 8       | Isru Chag  |      |